# Lijst van schaatsrecords 1000 meter vrouwen (junioren)
Dit is een overzicht van de ontwikkeling van de schaatsrecords op de 1000 meter vrouwen (junioren).

## Ontwikkeling wereldrecord 1000 meter
| Nr. | Naam                  | Land                           | Tijd    | Datum            | Baan           |
| --- | --------------------- | ------------------------------ | ------- | ---------------- | -------------- |
| 1.  | Natalja Petroeseva    | Sovjet-Unie                    | 1.27,02 | 23 februari 1976 | Medeo          |
| 2.  | Kim Kostron           | Verenigde Staten               | 1.26,74 | 20 februari 1977 | Inzell         |
| 3.  | Beth Heiden           | Verenigde Staten               | 1.26,47 | 25 februari 1979 | Grenoble       |
| 4.  | Bjørg Eva Jensen      | Noorwegen                      | 1.24,30 | 10 maart 1979    | Larvik         |
| 5.  | Sarah Docter          | Verenigde Staten               | 1.23,84 | 14 februari 1982 | Inzell         |
| 6.  | Angela Stahnke        | Duitse Democratische Republiek | 1.23,53 | 22 januari 1984  | Davos          |
| 7.  | Cornelia Dick         | Duitse Democratische Republiek | 1.22,24 | 23 maart 1985    | Medeo          |
| 8.  | Ljoedmila Toeberozova | Sovjet-Unie                    | 1.22,10 | 22 maart 1986    | Medeo          |
| 9.  | Chris Witty           | Verenigde Staten               | 1.20,77 | 25 maart 1994    | Calgary        |
| 10. | Anni Friesinger       | Duitsland                      | 1.20,61 | 9 maart 1996     | Calgary        |
| 11. | Aki Tonoike           | Japan                          | 1.18,40 | 22 november 1997 | Calgary        |
| 12. | Aki Tonoike           | Japan                          | 1.18,28 | 23 november 1997 | Calgary        |
| 13. | Sayuri Osuga          | Japan                          | 1.17,49 | 30 januari 2000  | Calgary        |
| 14. | Sayuri Osuga          | Japan                          | 1.17,33 | 18 maart 2000    | Calgary        |
| 15. | Heike Hartmann        | Duitsland                      | 1.16,92 | 3 maart 2001     | Calgary        |
| 16. | Judith Hesse          | Duitsland                      | 1.16,14 | 22 maart 2002    | Calgary        |
| 17. | Annette Gerritsen     | Nederland                      | 1.16,14 | 23 januari 2005  | Salt Lake City |
| 18. | Ireen Wüst            | Nederland                      | 1.15,93 | 11 maart 2005    | Calgary        |
| 19. | Laurine van Riessen   | Nederland                      | 1.15,53 | 16 maart 2007    | Calgary        |
| 20. | Marrit Leenstra       | Nederland                      | 1.15,41 | 13 maart 2008    | Calgary        |
| 21. | Miho Takagi           | Japan                          | 1.15,40 | 21 januari 2012  | Salt Lake City |
| 22. | Kim Hyun-yung         | Zuid-Korea                     | 1.15,18 | 10 november 2013 | Calgary        |
| 23. | Kim Hyun-yung         | Zuid-Korea                     | 1.14,95 | 17 november 2013 | Salt Lake City |
| 24. | Joy Beune             | Nederland                      | 1.14,21 | 10 maart 2018    | Salt Lake City |